# Shun Yoshida
Shun Yoshida (吉田 舜 Yoshida Shun?), född 28 november 1996 i Saitama prefektur, är en japansk fotbollsspelare.
Yoshida började sin karriär 2019 i Thespakusatsu Gunma. Han spelade 34 ligamatcher för klubben. 2020 flyttade han till Oita Trinita.